# 明徳皇后 (前秦)
明徳皇后（めいとくこうごう、? - 356年）は、前秦の景明帝苻健の皇后。姓は強氏。氐族出身で、略陽郡の人。左光禄大夫強平の姉である。

## 生涯
苻健に嫁いでその正妻となった。苻健との間には、苻萇・苻生・苻柳の三子をもうけた。
351年1月、苻健が天王・大単于の位に即くと、天王后に立てられた。352年1月、苻健が帝位に即くと、皇后に立てられた。
355年4月、前年に皇太子苻萇が亡くなったため、新たに皇太子を立てることとなった。強皇后は少子である晋王苻柳を太子に立てることを望んだが、苻健は讖文に「三羊五眼」の一節があったとして、苻生を皇太子に立てた（三頭の羊に眼は五つという事は、眼が一つ失われている。また、苻生は三男であった）。
6月、苻生が即位すると、尊んで皇太后に立てられた。
356年4月、弟の左光禄大夫強平は言葉を尽くして苻生の淫虐な振る舞いを厳しく諫めた。苻生はこれに激怒し、妖言を成したとして頭に鑿で穴を開け、殺害した。
強皇太后は憂憤により亡くなった。明徳皇后と諡された。